# Fuzhou Changle internationella flygplats
Fuzhou Changle International Airport är en flygplats i Kina. Den ligger i den sydöstra delen av landet, 1 600 km söder om huvudstaden Peking. Fuzhou Changle International Airport ligger 14 meter över havet.
Terrängen runt Fuzhou Changle International Airport är platt. Havet är nära Fuzhou Changle International Airport åt sydost.  Närmaste större samhälle är Jinfeng, 6,3 km nordväst om Fuzhou Changle International Airport. 